# Москаленко Михайло Никонович
Миха́йло Ни́конович Москале́нко (*12 червня 1948, Київ — †13 лютого 2006, Київ) — український перекладач, історик і теоретик перекладу. Перекладав з французької, іспанської, англійської, польської, давньоруської та давньоукраїнської. Член Національної спілки письменників України з 1988 року.

## Біографія
1971 року закінчив біологічний факультет Київського державного університету імені Тараса Шевченка. У 1971–1978 роках завідував відділом поезії журналу Всесвіт. У 1985–2000 роках працював редактором видавництва Дніпро. До 2006 року повернувся до журналу «Всесвіт», де працював редактором відділу критики й літературознавства.
Помер в 2006 році від серцевого нападу.

## Творчість
В його перекладах українською мовою публікувалися уривки з «Біблії», твори давньоруської та давньоукраїнської літератури, вірші Махтумкулі, поезії Агріппи д'Обіньє, Віктора Гюго, Проспера Меріме, Шарля Бодлера, Артюра Рембо, Стефана Малларме, Поля Валері, Поля Елюара, Блеза Сандрара, Поля Клоделя, Сен-Жон Перса, Рене Шара, Томаса Стернза Еліота, Райнера Марії Рільке, Луїса де Гонгори, Франсіско Кеведо, Федеріко Гарсіа Лорки, Хосе Марті, Пабло Неруди, Габріели Містраль, Кшиштофа Бачинського, Леопольда Стаффа, Юліана Тувіма, Анни Ахматової та ін.
Як упорядник і перекладач, підготував до друку декілька збірників та антологій: «Золотослов. Поетичний космос Давньої Русі» (1988), «На ріках Вавилонських. З найдавнішої літератури Шумеру, Вавилону, Палестини» (у співавт. з В. Афанасьєвою та І. Дьяконовим, 1991), «Українські замовляння» (1993), «Тисячоліття. Поетичний переклад України-Руси» (1995).
Автор праць із зарубіжної літератури XX століття, історії та теорії перекладу, а також статей про творчість Леся Курбаса, Миколи Зерова, Григорія Кочура, Миколи Лукаша, Івана Світличного, Віктора Кордуна, Михайла Григоріва та ін.
Як редактор підготував і випустив у світ видання творів зарубіжних (Лукрецій, Овідій, Федр, Сенека, Боецій, Спіноза, Ф. Кльонович, Ван Вей, Мацуо Басьо, Луїс де Камоенс, Мігель де Сервантес, Джордж Байрон, Персі Біші Шеллі, Шарль Бодлер, Альбер Камю, Габріель Гарсіа Маркес) та українських письменників (Василь Григорович-Барський, Леся Українка, Микола Вороний, Симон Петлюра, Максим Рильський, Микола Зеров, Лесь Курбас, Михайло Драй-Хмара, Юрій Клен, Леонід Гребінка, Михайло Орест, Богдан-Ігор Антонич, Василь Мисик, Микола Лукаш, Григорій Кочур, Євген Гуцало, Соломія Павличко та ін.)

## Визнання
- Премія імені Максима Рильського (1996).
- Премія імені Миколи Лукаша (1996).
- Двічі лауреат премії імені Григорія Сковороди (2002, 2006)
- Премія імені Василя Стуса (2003)

## Вибрані публікації
- Поль Елюар, Поезії, пер. Михайла Москаленка, вид. «Дніпро», Київ: 1975.
- Віктор Гюго, Мистецтво і народ, есе й поеми, пер. Михайла Москаленка, Київ: 1984.
- Золотослов: поетичний космос Давньої Русі, упорядкування, передмова, переклад Михайла Москаленка, вид. «Дніпро», Київ: 1988.
- На ріках вавілонських. З найдавнішої літератури Шумеру, Вавилону, Палестини, вид. «Дніпро», Київ: 1991 (переклад частини антології).
- Тисячоліття: переклад у державі слова // Тисячоліття: Поетичний переклад України-Русі, вид. «Дніпро», Київ: 1995. — С. 5-38.
- Сен-Жон Перс. Поетичні твори, Упорядкування і переклад Михайла Москаленка вид. «Юніверс», Київ: 2000. — 480 с.
- Стефан Малларме, Вірші та проза, Упорядкування і переклад Михайла Москаленка, вид. «Юніверс», Київ: 2001. — 238 с.
- Поль Валері, Поезії, пер. Михайла Москаленка, вид. «Юніверс», Київ: 2005.
- Москаленко Михайло Никонович, Нариси з історії українського перекладу [частина 1—6] // журнал «Всесвіт», Київ: 1993–2006.[2]
- Михайло Москаленко. Статті. Публіцистика. Спогади про Михайла Москаленка / Упорядник Микола Лабінський. — Київ: Видавництво Соломії Павличко «Основи», 2011. — 543 с.
- Михайло Москаленко. Переклади 1920–1930-х років. Слово і Час. 2018 No 12. С 18-30 (передруковано зі скороченнями у книзі Український художній переклад та перекладачі 1920–30-х років (2013, 2015))